# Клер Холт
Клер Ријанон Холт (енгл. Claire Rhiannon Holt; Бризбејн, 11. јун 1988) аустралијска је глумица. Позната је по улози Еме Гилберт у серији : Само додај воду, Самаре Кук у серији Слатке мале лажљивице, Честити Мајер у филму Опасне девојке 2, Ребеке Мајклсон у серији Вампирски дневници, као и њеним спиноф серијама Првобитни и Потомци.

## Детињство и младост
Рођена је у Бризбејну, као ћерка Џофрија Холта и Ен. Има две сестре, Рејчел (1987) и Мадлин (1992), као и једног брата, Дејвида (1989).

## Филмографија

### Филм
| Година | Српски назив         | Изворни назив | Улога         | Напомене |
| ------ | -------------------- | ------------- | ------------- | -------- |
| 2009.  | Гласници 2: Страшило |               | Линдси Ролинс |          |

### Телевизија
| Година     | Српски назив          | Изворни назив | Улога           | Напомене                                                                       |
| ---------- | --------------------- | ------------- | --------------- | ------------------------------------------------------------------------------ |
| 2006—2008. | : Само додај воду     |               | Ема Гилберт     | главна улога (1—2. сезона), 51 епизода                                         |
| 2011.      | Опасне девојке 2      |               | Честити Мајер   | телевизијски филм                                                              |
| 2011.      | Слатке мале лажљивице |               | Самара Кук      | споредна улога (1—2. сезона), 5 епизода                                        |
| 2011—2014. | Вампирски дневници    |               | Ребека Мајклсон | споредна улога, 37 епизода                                                     |
| 2013—2018. | Првобитни             |               | Ребека Мајклсон | главна улога (1. сезона); специјална гостујућа улога (2—5. сезона); 37 епизода |
| 2015—2016. | Менсонова породица    |               | Шармејн Тали    | главна улога, 22 епизоде                                                       |
| 2021—2022. | Потомци               |               | Ребека Мајклсон | специјална гостујућа улога, 2. епизоде                                         |

### Музички спотови
| Година | Песма | Извођач     | Напомене |
| ------ | ----- | ----------- | -------- |
| 2014.  | „”    |             |          |
| 2017.  | „”    | Дастин Линч |          |